# Ліберально-демократична партія України
Ліберально-демократична партія України — політична партія України. Започаткована з ініціативи ряду керівників Асоціації «Виборець України» на підставі Декларації ліберальних демократів України, яка була проголошена в квітні 1990 року діячами Асоціації.

## Попередні назви
- 1992—2004: Ліберально-демократична партія України
- 2004—2005: Ліберально-демократична партія України «Захищена особистість. Приватне — понад усе!»[2]
- 2005—…: Ліберально-демократична партія України.